# Akademisches Gymnasium (Linz)
Das Akademische Gymnasium von Linz ist ein Gymnasium auf der Spittelwiese im Altstadtviertel im Stadtteil Innenstadt. Es wurde 1542 gegründet und ist das älteste der fünf österreichischen Akademischen Gymnasien.

## Geschichte
Die ursprünglich als Evangelische Landschaftsschule 1542 gegründete Einrichtung war zuerst jenseits der Donau in Luftenberg bei Steyregg angesiedelt und verdankt ihre Gründung Philipp Melanchthon. Ihre Standortbestimmung hat eine bewegte Geschichte: Nach mehreren Wechseln kam sie 1573 von Enns in das Linzer Landhaus, von den Jesuiten wurde sie in deren Kolleg transferiert, ehe der 1870 begonnene Neubau vom Wiener Architekten Karl Stattler errichtet wurde. Dem Bau mussten zwei vom Schlierbacher Abt Balthasar Rauch (1645–1660) akquirierte Bürgerhäuser weichen, die als Stadthof für die Zisterzienser aus Schlierbach konzipiert waren.
Von 1796 bis 1854 trug die Schule erstmals den Titel akademisch, 1965 wurde ihr dieser wiederum verliehen. 1863 erfolgte die Erhebung zum Staatsgymnasium erster Klasse und die Übernahme der Lehrer in den Staatsdienst, worauf die zeitweise Bezeichnung als 1. Bundesgymnasium Linz zurückzuführen ist. Das Gymnasium ist die historische Stammschule der heute noch aktiven katholischen Schülerverbindung Nibelungia 1901 zu Linz und der pennalen Burschenschaft Ostmark.

## Architektur
Das dreigeschoßige Schulgebäude in der Spittelwiese wurde von 1870 bis 1872 nach den Plänen Karl Stattlers erbaut und steht unter Denkmalschutz. Das monumentale palastartige Eckgebäude im Stil des Historismus mit quadrierten Wänden und gequaderten Ecken hat zur Spittelwiese einen leicht vortretenden erhöhten reich gegliederten Mittelrisalit mit einem Säulenportal und einem darüber liegenden Balkon. Das Foyer hat ein Muldengewölbe und einen Stichkappenkranz. Der Aufgang zum Stiegenhaus ist mit Säulen flankiert. Die zweiarmige dreiläufige Monumentaltreppe mit einem gemeinsamen Antritt hat eine bemerkenswerte Gusseisenbrüstung. Die Treppenpodeste und die Gänge sind kreuzgratgewölbt und haben teils noch die originale zarte Dekorationsmalerei. Der Festsaal im ersten Obergeschoß im Stil der Neorenaissance hat eine Dreiportalanlage und eine Bühne.

## Ausstattung
Es gibt ein barockes jesuitisches Thesenblatt nach Alessandro Marchesini als Stich aus 1732 als Leihgabe der Elisabethinen. Es gibt eine Studentenfahne des Akademischen Gymnasiums aus 1838 mit Ölbildern der Heiligen Katharina und Leopold. Ehemalige Sammlungen der Schule, die Bibliothek des Jesuitengymnasiums, eine Siegelsammlung, eine Autographensammlung, befinden sich heute in Linzer Museen.

## Schule
Das Akademische Gymnasium ist allgemeinbildend, altsprachlich und humanistisch ausgerichtet. Englisch wird ab der ersten Klasse, Latein oder Französisch ab der dritten unterrichtet. In der fünften Klasse müssen die Schüler zwischen Latein, Französisch und Altgriechisch wählen. Auch ein Musikschwerpunkt wird angeboten.

## Bekannte Absolventen
Liste bekannter Personen, die das Akademische Gymnasium besuchten (sortiert nach Geburtsjahr):
| Name                         | Sortierung    | Lebensdaten | Bemerkung                                                           |
| ---------------------------- | ------------- | ----------- | ------------------------------------------------------------------- |
| Thomas Lansius               | Lansius       | 1577–1657   | Doktor beider Rechte, Professor am Tübinger Collegium Illustre      |
| Johann Christoph Stelzhammer | Stelzhammer   | 1750–1840   | katholischer Geistlicher, Physiker und Rektor der Universität Wien  |
| Georg Rechberger             | Rechberger    | 1758–1808   | Kirchenrechtler                                                     |
| Augustin Rechberger          | Rechberger    | 1800–1864   | katholischer Theologe und Geistlicher                               |
| Sebastian Schwarz            | Schwarz       | 1809–1870   | Geistlicher, Ordensstifter                                          |
| Kaspar Schwarz               | Schwarz       | 1811–1879   | Kaufmann, Politiker                                                 |
| Ludwig Schlager              | Schlager      | 1828–1885   | Psychiater                                                          |
| Norbert Hanrieder            | Hanrieder     | 1842–1913   | Mundartdichter                                                      |
| Ludwig Boltzmann             | Boltzmann     | 1844–1906   | Physiker, Mathematiker, Philosoph                                   |
| Hans Zötl                    | Zötl          | 1846–1938   | Mundartdichter                                                      |
| Rudolph Hittmair             | Hittmair      | 1859–1915   | Bischof der Diözese Linz                                            |
| Georg Baumgartner            | Baumgartner   | 1860–1927   | Politiker, Geistlicher                                              |
| Hermann Bahr                 | Bahr          | 1863–1934   | Schriftsteller, Theater- und Literaturkritiker                      |
| Max Doblinger                | Doblinger     | 1873–1965   | Archivar, Historiker, Numismatiker                                  |
| Johann Schober               | Schober       | 1874–1932   | Bundeskanzler (Österreich)                                          |
| Adolf Eigl                   | Eigl          | 1883–1958   | Politiker                                                           |
| Karl Jax                     | Jax           | 1885–1968   | klassischer Philologe                                               |
| Franz Schnopfhagen           | Schnopfhagen  | 1888–1967   | Arzt, Komponist                                                     |
| Hans Commenda junior         | Commenda      | 1889–1971   | Heimatforscher                                                      |
| Ernst Koref                  | Koref         | 1891–1988   | Bürgermeister von Linz                                              |
| Hans Franta                  | Franta        | 1893–1983   | Maler                                                               |
| Heinrich Gleißner            | Gleißner      | 1893–1984   | Landeshauptmann von Oberösterreich                                  |
| Nico Dostal                  | Dostal        | 1895–1981   | Operetten- und Filmkomponist                                        |
| Josephus Calasanz Fließer    | Fließer       | 1896–1960   | Bischof der Diözese Linz                                            |
| Georg Grüll                  | Grüll         | 1900–1975   | Historiker                                                          |
| Eduard Macku                 | Macku         | 1901–1999   | Komponist, Dirigent, Intendant                                      |
| Franz Pfeffer                | Pfeffer       | 1901–1966   | Historiker                                                          |
| Alfred Maleta                | Maleta        | 1906–1990   | Politiker                                                           |
| Geli Raubal                  | Raubal        | 1908–1931   | Nichte Adolf Hitlers                                                |
| Franz C. Lipp                | Lipp          | 1913–2002   | Volkskundler                                                        |
| Alfred Doppler               | Doppler       | 1921–2025   | Literaturwissenschaftler                                            |
| Rupert Hartl                 | Hartl         | 1921–2006   | Landeshauptmannstellvertreter                                       |
| Erwin Wenzl                  | Wenzl         | 1921–2005   | Landeshauptmann von Oberösterreich                                  |
| Heinrich Gattermeyer         | Gattermeyer   | 1923–2018   | Komponist, Chorleiter und Musikpädagoge                             |
| Gottfried Nobl               | Nobl          | 1923–2017   | Architekt und Dombaumeister                                         |
| Othmar Hageneder             | Hageneder     | 1927–2020   | Historiker                                                          |
| Hugo Schanovsky              | Schanovsky    | 1927–2014   | Bürgermeister von Linz                                              |
| Oskar Welzl                  | Welzl         | 1928–2019   | Jurist                                                              |
| Josef Ratzenböck             | Ratzenböck    | 1929        | Landeshauptmann von Oberösterreich, Jurist                          |
| Laurids Ortner               | Ortner        | 1941        | Architekt                                                           |
| Hans Pizka                   | Pizka         | 1942        | Musiker (Hornist)                                                   |
| Wendelin Ettmayer            | Ettmayer      | 1943        | Diplomat, Politiker, Autor                                          |
| Walter Schachermayer         | Schachermayer | 1950        | Finanzmathematiker                                                  |
| Camillo Gamnitzer            | Gamnitzer     | 1951        | Schachkomponist                                                     |
| Rupert Gottfried Frieberger  | Frieberger    | 1951–2016   | Organist, Musikwissenschaftler                                      |
| Ludwig Laher                 | Laher         | 1955        | Schriftsteller                                                      |
| Bernhard Lang                | Lang          | 1957        | Musiker, Komponist                                                  |
| Christian Loidl              | Loidl         | 1957–2001   | Schriftsteller, Performer                                           |
| Bernhard Prokisch            | Prokisch      | 1957        | Kunsthistoriker, Numismatiker, Oberösterreichische Landesmuseen     |
| Andreas Renoldner            | Renoldner     | 1957        | Schriftsteller                                                      |
| Peter Sonnberger             | Sonnberger    | 1957        | Politiker, Jurist                                                   |
| Severin Renoldner            | Renoldner     | 1959        | Politiker und Theologe                                              |
| Thomas Renoldner             | Renoldner     | 1960        | Filmregisseur, Filmkurator                                          |
| Stefan Ruzowitzky            | Ruzowitzky    | 1961        | Regisseur, Drehbuchautor                                            |
| Peter Androsch               | Androsch      | 1963        | Komponist                                                           |
| Rainer Siegel                | Siegel        | 1963        | Schriftsteller                                                      |
| Wolfgang Lamprecht           | Lamprecht     | 1964        | Autor, Kulturpromoter                                               |
| Klaus Fürlinger              | Fürlinger     | 1965        | Rechtsanwalt, Bundesrat                                             |
| Roman Haider                 | Haider        | 1967        | Politiker, Unternehmensberater                                      |
| Siegfried Priglinger         | Priglinger    | 1970        | Direktor der Augenklinik der Ludwig-Maximilians-Universität München |
| Martin Rummel                | Rummel        | 1974        | Musiker (Cellist)                                                   |
| Rüdiger Schender             | Schender      | 1974        | Politiker, Jurist                                                   |
| Gernot Grömer                | Grömer        | 1975        | Astrophysiker, Fernsehmoderator                                     |
| Natalie Halla                | Halla         | 1975        | Filmemacherin                                                       |
| Julia Röper-Kelmayr          | Röper-Kelmayr | 1975        | Ärztin, Politikerin                                                 |
| Angelika Niedetzky           | Niedetzky     | 1979        | Kabarettistin                                                       |

## Bekannte Unterrichtende
- Rudolf Ardelt, Historiker
- Gabriela Moser, österreichische Politikerin
- Günter Rombold, Theologe und Kunsthistoriker

## Sport
Das Akademische Gymnasium Linz nahm bereits mehrere Male an den Hockeybundesmeisterschaften teil und wurden schon oft Meister. Auch an den Hallen-Schulmeisterschaften (Leichtathletik) nimmt das Akademische Gymnasium teil, auch hier konnte das Gymnasium mehrere Titel verbuchen. Die Fußballmeisterschaften sind schon fast Tradition an der Schule, doch gewinnen konnte man noch nicht. Seit neuestem nimmt das Akademische Gymnasium auch an den Landes-Floorballschulmeisterschaften teil und konnte gleich im ersten Jahr den Unterstufentitel erreichen.